# Alosa agone
Espèce
Statut de conservation UICN

 LC  : Préoccupation mineure
Alosa agone est un poisson d'eau de mer méditerranéen qui remonte le cours inférieur des cours d'eau au moment de la reproduction.
Il mesure de 30 à 50 cm à l'âge adulte et se nourrit de petits poissons et de crustacés pélagiques.
C'est une espèce actuellement classée vulnérable, parfois confondue, à tort, avec Alosa fallax.
Cette espèce est beaucoup moins abondante que l'alose feinte. Il en existe des populations permanentes en lagune et en lac notamment en Italie.

## Synonyme
- Autre nom scientifique (invalidé) : Alosa fallax lacustris